# 2002 في نيجيريا
فيما يلي قوائم الأحداث التي وقعت خلال عام 2002 في نيجيريا.

## رياضة
- 1 يناير – نيجيريا في كأس العالم 2002

## مواليد

### يناير
- 22 يناير – جورج بيلو لاعب كرة قدم من الولايات المتحدة.

## وفيات

### يونيو
- 1 يونيو – جوزيف نانفين غاربا (مواليد 1943) دبلوماسي نيجيري.